# Philadelphus coronarius
Espèce
Philadelphus coronarius, le Seringa commun ou Jasmin des poètes, est une espèce d'arbuste de la famille des Hydrangéacées, originaire du Nord-Est de la Turquie et du Caucase et introduit comme arbuste ornemental dans de nombreuses régions tempérées.
Cet arbuste très rustique pousse sous la forme d'une multitude de tiges indépendantes, sans tronc commun. Il apprécie les sols riches en humus, en plein soleil ou dans un lieu semi-ombragé.
Sa floraison spectaculaire, en fin de printemps ou début d'été, produit une profusion de fleurs de 3 à 4 centimètres de diamètre, très parfumées, blanches, aux étamines et pistil jaunes.

## Nomenclature, étymologie et taxonomie
L’espèce a été décrite et nommée Philadelphus coronarius en 1753 par Linné dans Species Plantarum 1: 470.
Le nom de genre Philadelphus est un nom composé en latin scientifique, emprunté au grec ancien φιλάδελφος – philadelphos, « qui aime son frère et sa sœur », construit sur les deux étymons suivants : φίλος - philos « amii » et ἀδελφός - adelphos « frère ». Selon Michel Chauvet, « Linné fait référence à un roi d’Égypte (1751, Phil. Bot. :171). Il s’agit du roi Ptolémée II (309/308-248 av. J.-C.) qui épousa en seconde noce sa sœur Arsinoé II et qu’il divinisa à sa mort. Mais c’est une fausse étymologie, Athénée n’en faisant pas mention ». Dans Les Deipnosophistes, Athénée de Naucratis (170-223) donne une collection d'anecdotes et de citations, sous le prétexte d'un banquet où les nombreux convives, discutent de sujets variés. En particulier, le livre XI, présente une série d’anecdotes sur Ptolémée et Arsinoé, mais rien d’éclairant sur l'emploi en botanique de philadelphos.
En revanche Michel Chauvet, cite un autre passage d’Athénée qui ouvre une piste autrement intéressante
« Apollodore, dans le quatrième livre de son Histoire de la Parthie, parle d’une fleur nommée philadelphon, qui pousse dans le pays des Parthes, et la décrit ainsi : il y a de nombreuses sortes de myrte, le milax et celui qui est appelé philadelphon, qui a reçu un nom correspondant à son caractère naturel ; car quand les branches sont à distance l’une de l’autre, se rencontrent d’un commun accord, elles se joignent en un embrassement vigoureux, et deviennent unies comme si elle venait de la même racine, et continuant à croître, elles produisent de nouvelles pousses. Ce pourquoi on en fait des haies dans les fermes bien tenues ; on prend les tiges les plus fines, on les plesse comme un filet et on les plante tout autour du jardin. Ces plantes ainsi plessées font une clôture difficile à traverser » (Athénée, traduit en anglais par C.D. Yonge 1854).
L’épithète spécifique coronarius est un adjectif de latin scientifique venant du grec moderne κορώνη (korōnē) « couronne », en référence à la forme des fleurs.
Sur le plan taxinomique, le genre Philadelphus a été déplacé de la famille des Saxifragaceae dans la famille des Hydrangeaceae à la suite d’analyses moléculaires de l’ADN. Le monophylétisme des Hydrangeaceae est attesté par les caractères morphologiques et moléculaires. Les analyses cladistiques montrent que les Hydrangeaceae n’ont que de lointaines affinités avec les Saxifragaceae et sont nettement en faveur de leur rattachement aux Cornaceae.
Les analyses phylogénétiques des séquences rbcL suggèrent la présence d'une famille Hydrangeaceae monophylétique comprenant tous les genres: Decumaria, Pileostegia, Schizophragma, Hydrangea, Dichroa, Broussaisia, Platycrater, Cardiandra, Deinanthe, Carpenteria, Philadelphus, Deutzia, Fendlerella, Whipplea, Fendlera et Jamesia, ainsi que Kirengeshoma, plus problématique.

## Synonymes
Selon POWO, le nom valide Philadelphus coronarius possède 36 synonymes
- Philadelphus aromaticus Steud. dans Nomencl. Bot. 1: 611 (1821), nom. nud.
- Philadelphus caucasicus Koehne dans Gartenflora 45: 619 (1896)
- etc.

## Description
Philadelphus coronarius est un arbuste à feuilles caduques, de 1 à 3 m de hauteur, atteignant parfois 4 m. Les tiges dressées à ascendantes sont d’abord vertes puis brunes plus âgées, striées longitudinalement et à écorce caduque, s’exfoliant ou se desquamant en lanières.
Les feuilles opposées, portées par un pétiole court de 1–6 mm, comportent un limbe largement lancéolé à largement ovale, ou étroitement à largement elliptique, rarement étroitement lancéolé chez les formes horticoles, de 3 à 10 cm de long sur 2 à 6 cm de large, à  bords entiers à irréguliers ou régulièrement dentelées, crénelées ou dentelées, d’un vert mat qui vire au jaune en automne avant de tomber.
Les inflorescences sont des racèmes terminaux à 5-7 (-9) fleurs ou 2 fleurs à l’aisselle des feuilles.
La fleur large de 3 à 4 cm, comporte 4 sépales verts, ovales, ovales-lancéolées ou triangulaires, à apex aigu à acuminé, 4 pétales blancs à crème, oblongs, obovales ou orbiculés, de 5–25 × 5–22 mm, de nombreuses étamines (de 20 à 50), 4 styles connés proximalement, de 7-10 mm. Floraison au parfum entre celui de l’oranger et du jasmin, nectarifère, visitée par les abeilles et les papillons.
Les fruits sont des capsules de 7-11 x 4-7 mm, contenant des graines de 3 mm.
La floraison a lieu de mai à juillet et la fructification de juillet à septembre.

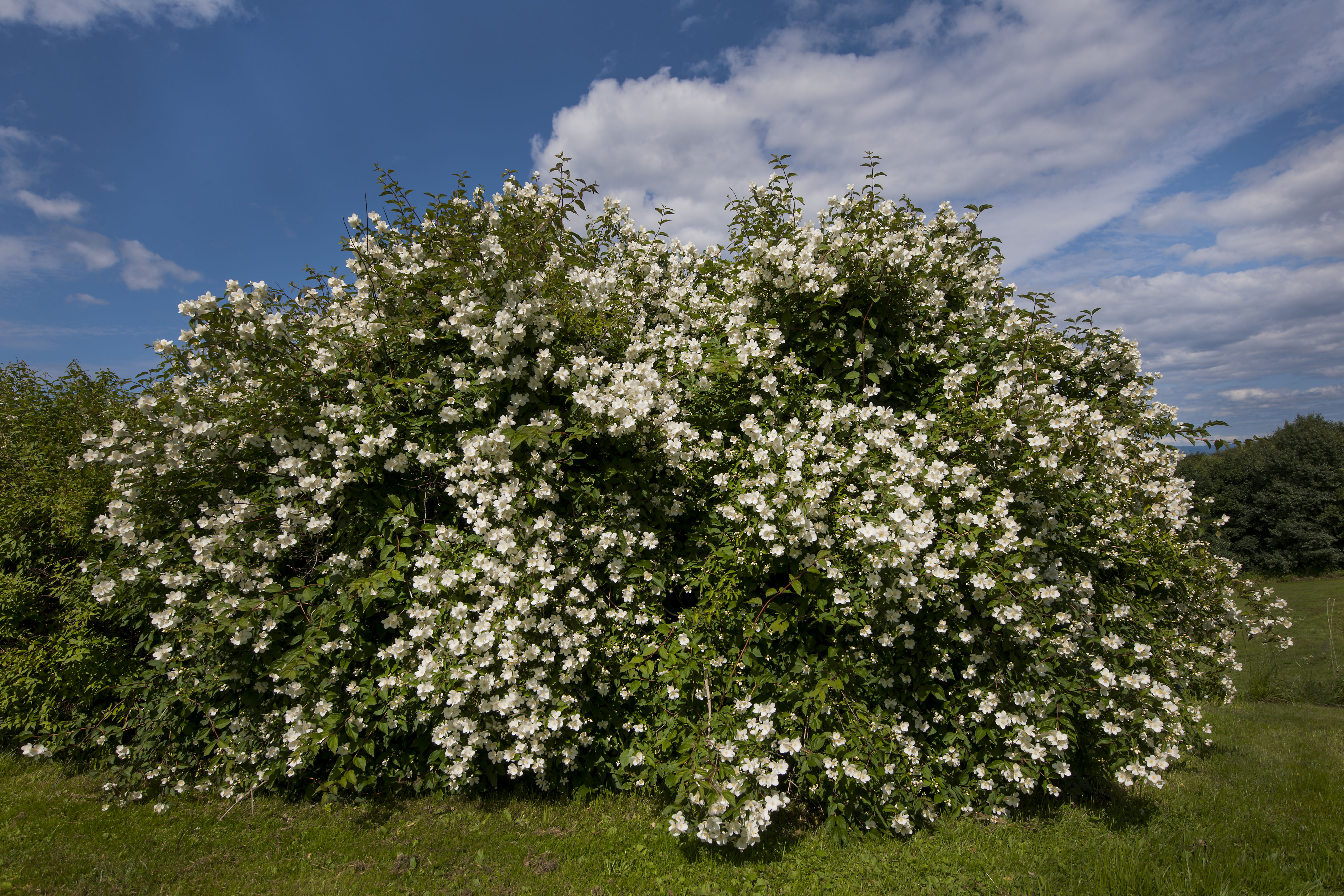
Port buissonnant en boule du seringa commun.
Bourgeons floraux.
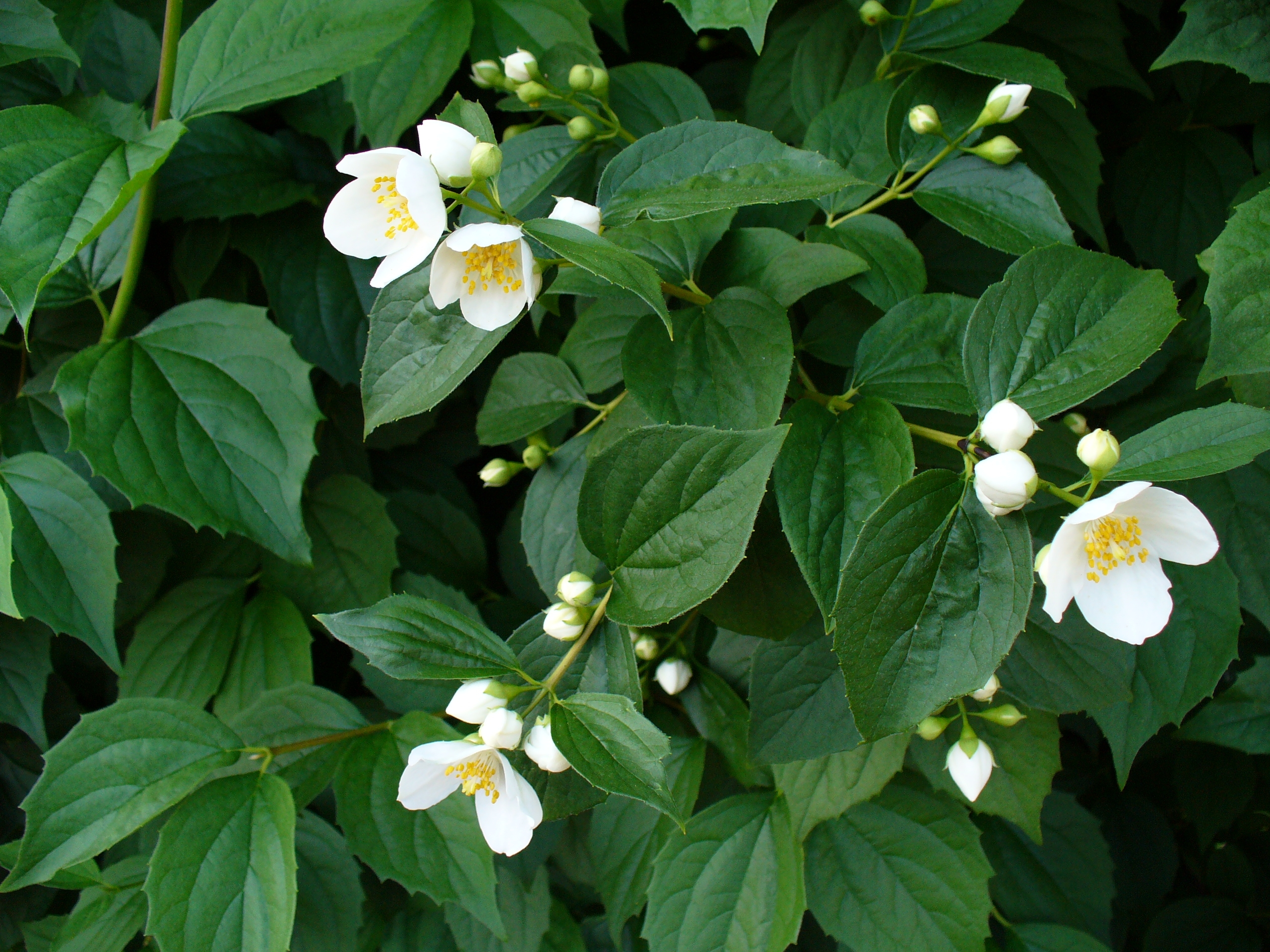
Fleurs à 4 pétales blancs, en coupe.
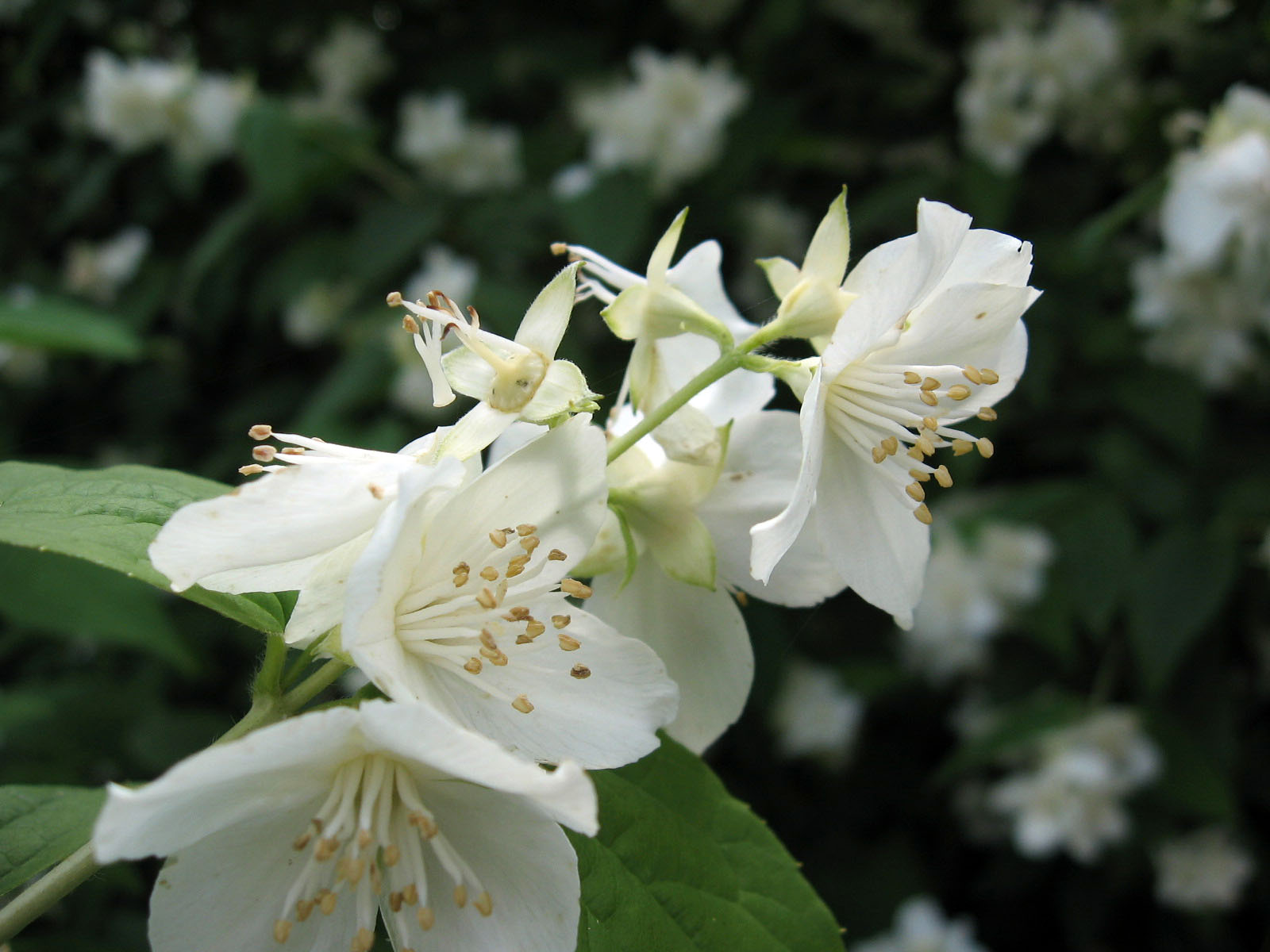
Cyme terminale.
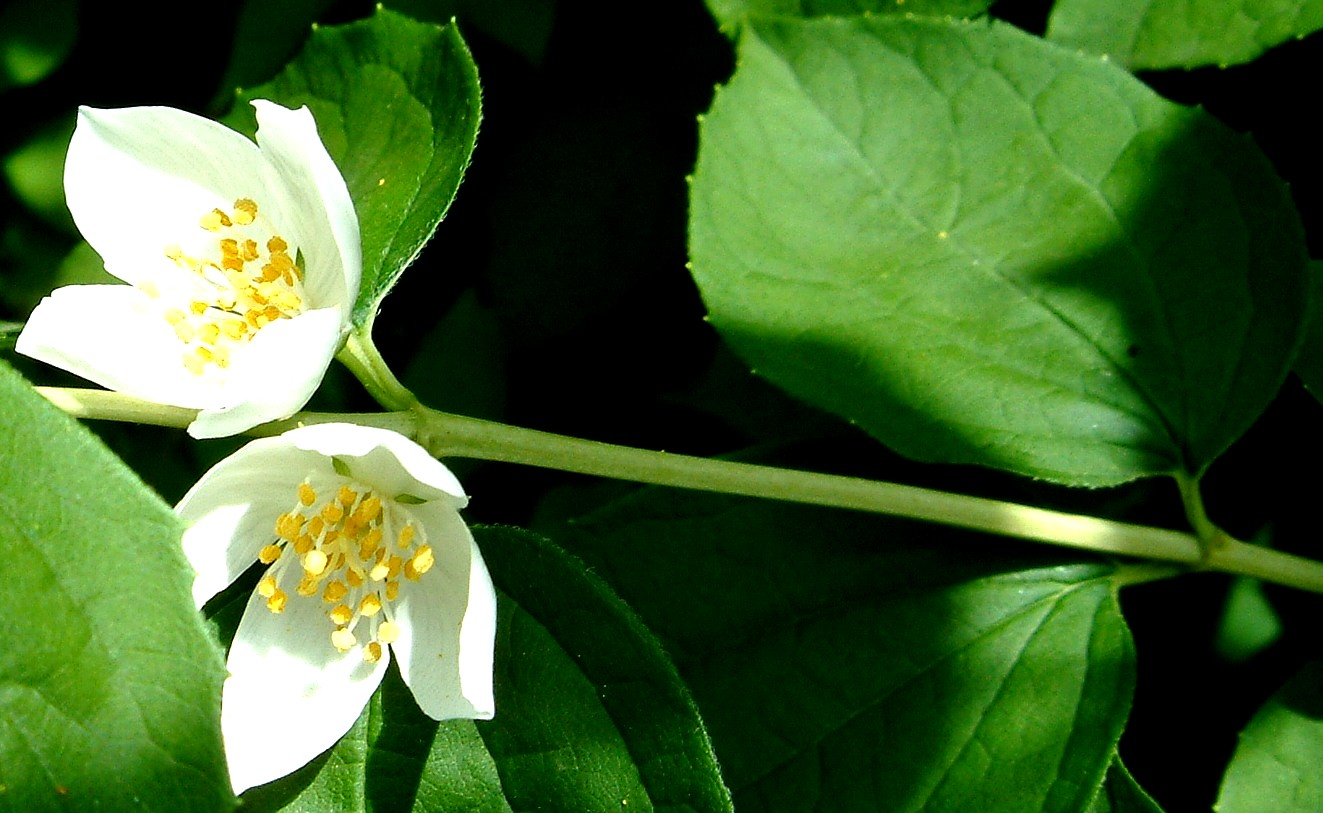
Fleurs axillaires.

## Distribution et habitat
Selon POWO, Philadelphus coronarius est originaire du Nord-Est de la Turquie et du Caucase.
Il a été introduit et s’est naturalisé au Nord-Est de l’Amérique du Nord, en Espagne, France, Italie, Hongrie, Grande Bretagne, Roumanie, Suède, Norvège, Turkménistan et Ouzbékistan.

## Utilisations
Le seringa commun est un arbuste parfaitement rustique dans les régions tempérées. Il a été adopté comme plante ornementale pour sa floraison très parfumée, courant juin-juillet et l’élégance de ses fleurs blanches aux étamines jaune pâle.
Il pousse au soleil ou à mi-ombre partielle. Il tolère jusqu’à −30 °C, à l’abri des vents forts et des gelées printanières pour protéger les boutons floraux et la floraison.
Parmi les hybrides et cultivars, on peut citer :
- Philadelphus coronarius ‘Aureus’, se distingue par la grande taille de ses fleurs avoisinant les 6 cm
- Philadeslphus x lemoinei, Seringa de ‘Lemoine’, ancienne obtention (1880 /1884) de Victor Lemoine, issu du croisement de Philadelphus coronarius et de Philadelphus microphyllus, donnant des petites fleurs très parfumées
- Philadeslphus x lemoinei ‘Dame blanche’, floraison semi-double